# Lophomerum ponticum
Lophomerum ponticum är en svampart som beskrevs av Minter 1980. Lophomerum ponticum ingår i släktet Lophomerum och familjen Rhytismataceae.   Inga underarter finns listade i Catalogue of Life.